# Hugo Obermaier
Hugo Obermaier (Regensburg, 29 januari 1877 - Fribourg, 12 november 1946) was een Duits-Spaans prehistoricus, paleontoloog en hoogleraar aan onder meer de Complutense-universiteit van Madrid en de Universiteit van Fribourg.  

## Biografie

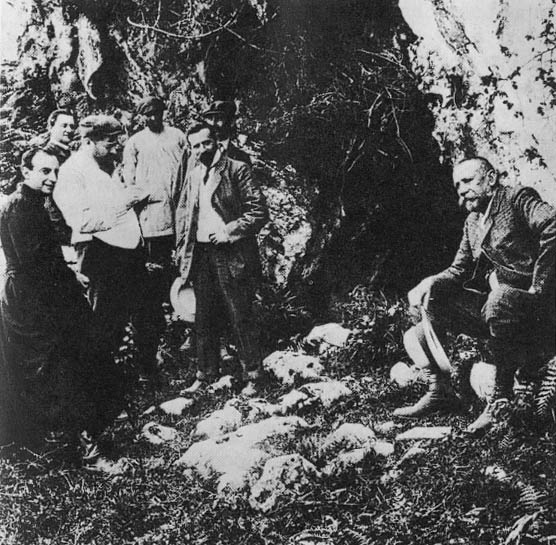
Henri Breuil, Hugo Obermaier, Hermilio Alcalde del Río en vorst Albert I van Monaco aan de grotten van Monte Castillo, 23 juli 1909.

Hugo Obermaier was een zoon van Anton Obermaier, een leraar, en van Josepha Grand. Hij studeerde theologie in Regensburg en behaalde in 1904 in Wenen een doctoraat omtrent de prehistorie. Van 1905 tot 1907 maakte hij studiereizen door de Alpen en de Pyreneeën.
In 1909 ging Obermaier in Wenen aan de slag als privaatdocent. Vervolgens was hij van 1911 tot 1914 leraar aan het instituut voor menselijke paleontologie in Parijs. In 1914 ging hij aan de slag als medewerker van het Museo Nacional de Ciencias Naturales in Madrid. Van 1922 tot 1926 was hij in dezelfde stad actief als hoogleraar. In 1924 naturaliseerde hij tot Spanjaard. Na het uitbreken van de Spaanse Burgeroorlog was hij van 1939 tot 1946 gewoon hoogleraar aan de Universiteit van Fribourg.
In 1908 was Obermaier betrokken bij de vondst van de Venus van Willendorf. Hij wordt beschouwd als de grondlegger van de studie naar de Spaanse prehistorie en gold als een van de beste specialisten inzake het paleolithicum van zijn tijd.